# VPP
VPPは、1992年9月に富士通から発表されたFUJITSU VPP500から始まるベクトルパラレル型の商用スーパーコンピュータのシリーズ名。
ベクトル演算処理能力を有するプロセッサユニットを並列に接続することで高速な演算処理を行う。

## 概要
FUJITSU VPP500発表時には、355ギガFLOPSの世界最高速の処理性能が謳われたが、これは、プロセッサユニットを最大の222個を接続したときのものである（なお、VPP500の最小構成はプロセッサユニット7個）。
プロセッサユニットは、ガリウムひ素LSIなどを採用し、超高密度実装によって、単体でも1.6ギガFLOPS（最大）の性能を実現している。
1995年2月にプロセッサユニットにCMOSを採用し、最小プロセッサユニット数1個から構成可能になったFUJITSU VXシリーズ、VPP300シリーズを発表。1996年3月に最大搭載プロセッサ数を512個まで拡張したFUJITSU VPP700シリーズを発表している。これらに搭載されているプロセッサ単体の最大性能は2.2ギガFLOPS。
VXシリーズ
搭載プロセッサ数 1 - 4個
VPP300シリーズ
搭載プロセッサ数 4 - 16個
VPP700シリーズ
搭載プロセッサ数 16 - 512個
1999年4月には、改良されたCMOSプロセッサを搭載した、より高性能なVPP5000シリーズを発表している。FUJITSU VPP5000シリーズの単体プロセッサの性能は、9.6ギガFLOPS。
VPP5000
搭載プロセッサ数 2 - 512個

## 適応分野
主な適用分野は、数値流体力学を利用した航空宇宙工学、気象予報や核融合研究などの数値シミュレーション分野、分子動力学法による分子化学など。

## 実績
航空宇宙技術研究所と富士通が1993年に共同開発した数値風洞システム（Numerical Wind Tunnel、NWT）にVPPシリーズ（VPP500、VPP300、VPP700、VPP5000）が採用されている。
1993年2月1日にVPP500で稼働を開始したNWTは、1993年11月にはスーパーコンピュータ・トップ500ランキングにおいて日本で初めて1位を獲得している。また、1994年、1995年、1996年のゴードン・ベル賞も受賞している。
2008年9月12日に、NWTで使用されていたコンポーネントを、アメリカ合衆国のコンピュータ歴史博物館にプロセッサユニットを寄贈すると発表した。日本製のスーパーコンピュータとしては初めての寄贈となる。